# Pic Balasor
El pic Balasor o Banasura és un cim aïllat de 2.096 metres d'altura als Ghats Occidentals a Kerala (Índia).
Està situat a uns 15 km al sud-oest de Manantadi (Manantoddy) a 11° 41′ 45″ N, 75° 57′ 15″ E / 11.69583°N,75.95417°E. A la seva regió hi viuen els moplas o moppiles (també mapila). La muntanya té jungla densa.